# Prostituição em Camarões
Prostituição em Camarões é ilegal mas tolerada, especialmente em áreas urbanas e turísticas. Na capital, Yaoundé a principal área de prostituição é o bairro Mini Ferme. UNAIDS estima que haja 112.000 profissionais do sexo no país.
Camarões atrai turismo sexual do Ocidente, especialmente para prostituição infantil. O governo camaronesense tentou coibir esse comércio por meio de acordos multilaterais, como a adesão a acordos multilaterais contra o turismo sexual, incluindo a assinatura com a Universal Federation of Travels Agents Associations (UFTAA).

## Situação legal
Seção 343 do Código Penal criminaliza "Quem, de qualquer sexo, se dedica habitualmente, com fins lucrativos, a ter relações sexuais com outras pessoas." A pena é de prisão de 6 meses a 5 anos e multa. Como 'habitual' é difícil de provar, essa lei raramente é aplicada. A mesma seção também proíbe a solicitação.
Seção 294 do código penaliza "Quem alicia, auxilia ou facilita a prostituição de outra pessoa, ou compartilha os lucros da prostituição de outrem, habitual ou não, ou que receba subsídio de pessoa que se prostitui." A pena é de prisão de 6 meses a 5 anos e multa; no entanto, se houver coerção, envolvimento de menor (menor de 21 anos) ou se o agente for gerente, proprietário ou responsável por um estabelecimento onde ocorra a prostituição, a pena é duplicada.
Seção 361 do código criminaliza o adultério para ambos os sexos. Prostitutas casadas e clientes, portanto, cometem uma infração, mas isso raramente é aplicado.
A aplicação da lei às vezes é corrupta. Profissionais do sexo relatam ser presas por não portar documento de identidade e precisar pagar propina para serem liberadas. Também há relatos de agressão sexual, estupro e de manter relações sexuais desprotegidas com policiais para serem liberadas.

## HIV
Como em outros países da África Ocidental e África Central, o HIV é um problema. Profissionais do sexo são um dos grupos de alto risco. O acesso a cuidados de saúde e medicamentos antirretrovirais (ARTs) para profissionais do sexo melhorou. A UNAIDS relatou que, em 2016, a prevalência estimada de HIV entre profissionais do sexo era de 24,3%.
Em 2005, a empresa biofarmacêutica americana Gilead Sciences propôs realizar testes clínicos de um novo antirretroviral em prostitutas em Douala. Esses ensaios foram contestados, inclusive pelo grupo ativista anti-AIDS ACT UP.

## Tráfico sexual
Camarões é país de origem, trânsito e destino para mulheres e crianças submetidas ao tráfico sexual. Traficantes de crianças frequentemente usam a promessa de educação ou de uma vida melhor na cidade para convencer pais rurais a entregarem seus filhos a intermediários, que então exploram as crianças no tráfico sexual; traficantes também sequestram vítimas, à medida que a conscientização pública sobre tráfico fez pais menos dispostos a entregar filhos a intermediários. Às vezes, parentes submetem crianças ao tráfico dentro do país. Crianças sem-teto e órfãs são especialmente vulneráveis. Adolescentes de famílias economicamente desfavorecidas são frequentemente atraídos para as cidades pela perspectiva de emprego, mas acabam no tráfico sexual.
Mulheres e homens camaroneses são atraídos para a Europa e outras regiões por propostas fraudulentas de casamento via internet ou ofertas de empregos bem remunerados e, posteriormente, são submetidos à prostituição forçada. Cameroneses de estratos sociais desfavorecidos, áreas rurais e estudantes são cada vez mais explorados no tráfico sexual no Oriente Médio, especialmente no Kuwait e no Líbano, bem como na Europa, incluindo Finlândia, os Estados Unidos e vários países africanos, como a Nigéria. Algumas mulheres relatam ter sido recrutadas para trabalho doméstico no Kuwait, mas vendidas em “lojas de escravos” ao chegarem para tráfico sexual. Redes de tráfico costumam envolver agências de recrutamento do país de destino que utilizam intermediários camaroneses para recrutar fraudulentamente compatriotas. Relatórios indicam que atividades de conscientização local direcionadas ao recrutamento fraudulento levaram intermediários a operar com maior discrição, frequentemente encaminhando vítimas ao Oriente Médio por países vizinhos, incluindo a Nigéria. Há evidências de redes de tráfico camaronesas no Marrocos forçando mulheres à prostituição. Mulheres camaronesas também transitam por Marrocos rumo à Europa, onde frequentemente são forçadas à prostituição por redes europeias.
O governo incorporou sua lei antitráfico de 2011 ao código penal como Seção 342-1 “Tráfico e Escravização de Pessoas”. O governo publicou o código penal em francês e inglês, as duas línguas oficiais. A versão em francês define “tráfico de pessoas” (“la traite de personnes”) conforme o Protocolo de 2000 da ONU, enquanto a versão em inglês define “trafficking in persons” exigindo movimento. Além disso, embora a versão inglesa não defina “exploração”, sua definição de “slavery in persons” não exige movimento e criminaliza a maioria das formas de tráfico humano. Em contrariedade ao direito internacional, ambas as versões exigem ameaça, fraude, engano, força ou outras formas de coerção em crimes de tráfico sexual contra crianças. A Seção 342-1 prevê penas de 10 a 20 anos de prisão e multa de 50.000 a um milhão de francos CFA (FCFA) (US$ 80 a US$ 1.608) para “la traite de personnes”/“slavery in persons”. Há penas mais severas se a vítima tiver 15 anos ou menos, se for usada arma ou se a vítima sofrer lesões graves em decorrência do tráfico.
O Departamento de Estado dos Estados Unidos Escritório para Monitoramento e Combate ao Tráfico de Pessoas classifica Camarões como país 'Tier 2'.